# Perrigny-sur-Loire
Perrigny-sur-Loire là một xã ở tỉnh Saône-et-Loire trong vùng Bourgogne-Franche-Comté nước Pháp.

## Thông tin nhân khẩu
Theo điều tra dân số năm 1999, xã này có dân số 130 người.
Dân số năm 2006 ước khoảng 146 người.